# Uhelná magistrála
Uhelná magistrála (polsky Magistrala węglowa) je polská hlavní železniční trať, jejímž účelem je především spojení baltských přístavů v Trojměstí s průmyslovou oblastí Horního Slezska.

## Historie
Uhelná magistrála vznikla v důsledku změn hranic po 1. světové válce. Trať spojující Horní Slezsko s přístavem Gdańsk byla původně celá na území jednoho státu (Německého císařství), situace se změnila v roce 1921, kdy část Horního Slezska připadla Polsku a Gdańsk pak ležel mimo území Polska i Německa jako Svobodné město Gdaňsk. Polsko tedy začalo budovat přístav v Gdyni a potřebovalo tedy propojit přístav Gdynia s Horním Slezskem novou tratí, která by vedla mimo území Svobodného města Gdaňsk a Německa.
Součástí novostavby byl i úsek dostavěný v r. 1925 Chorzów - Radzionków přes Piekary Śląskie míjející Bytom, po r. 1922 nacházející se stále na území Německa.
Při stavbě byly využity úseky starších tratí postavených na území někdejšího Německého císařství, např. Radzionków - Herby Nowe; zcela nové pak byly úseky Herby Nowe - Inowrocław a Bydgoszcz - Gdynia přes Kościerzynu (existovala již sice kvalitní dvoukolejná trať z Bydgoszcze do Gdynie, ta však procházela přes území Svobodného města Gdaňsk).
Po německé invazi do Polska v roce 1939 již původní trasování přes Kościerzynu ztratilo původní význam a vlaky byly vedeny přes Tczew a Gdańsk. Tato situace zůstala zachována i po roce 1945, kdy celé území připadlo Polsku. Původní trasa Bydgoszcz - Kościerzyna - Gdynia tak zůstala vedlejší tratí s převažující dopravou lokálního charakteru.

## Provoz
28. dubna 2020 byl na této trati odvezen rekordně těžký vlak tažený jednou dieselovou lokomotivou typu JT42CWR (Class 66). Vlak dopravce Freightliner PL o délce 723,2 m (+ délka lokomotivy) přepravující štěrk v 64 vozech řady Eanos měl hrubou hmotnost 5167 tun, přepravovaný substrát vážil 4020 tun.